# بوکودا (واشینگتن)
بوکودا (به انگلیسی: Bucoda) یک منطقهٔ مسکونی در ایالات متحده آمریکا است که در شهرستان تورستن، واشینگتن واقع شده‌است. بوکودا ۱٫۵۶ کیلومتر مربع مساحت و ۵۶۲ نفر جمعیت دارد و ۸۱ متر بالاتر از سطح دریا واقع شده‌است.